# Сериков, Денис Геннадьевич
Дени́с Генна́дьевич Сериков (род. 17 декабря 1973, Октябрьский, Башкортостан) — российский медиаменеджер в сфере радиовещания и музыкант. С сентября 2024 года — заместитель генерального директора по контентной политике и продвижению вещательной компании «Русская медиагруппа». В прошлом — генеральный продюсер группы радиостанций «ГПМ Радио» («Газпром-Медиа Радио»), создатель и руководитель радиостанции Like FM, руководитель российского филиала радио NRJ, руководитель других крупных проектов в области радиовещания.

## Биография
Родился в городе Октябрьский Башкирской АССР в 1973 году в семье советских инженеров. Двоюродный дед — Герой Советского Союза Иван Сериков. В 1979 году вместе с родителями переехал в Москву. Окончил механико-технологический факультет МГТУ МАМИ в 1996 году.
Во время учёбы играл в разных музыкальных группах, участвовал в фестивалях. Одной из групп была «Мурзилки Motor Cycles», в которой Сериков был гитаристом в 1992—1996 гг..
После института в 1996—1998 гг. продолжил музыкальную карьеру в качестве гитариста рок-группы «Монгол Шуудан». Записал в составе группы два альбома: Alive (1997) и «Абрикосы» (1999). Также принимал участие в других музыкальных проектах в качестве музыканта, аранжировщика, продюсера. Через два года выступлений решил, что в качестве музыканта «большого развития не получит». Однако при этом Денис Сериков «был жутким меломаном» и ему хотелось найти работу, связанную с музыкой. Как меломан собрал в юности в домашней коллекции более 1,5 тысяч компакт-кассет, затем несколько тысяч компакт-дисков. В качестве хобби до сих пор пишет и играет музыку.

## Карьера

### «Открытое радио», «Первое популярное радио» и Next FM
По объявлению устроился на радиостанцию «Открытое радио» в 1998 г. в должности сначала помощника музыкального редактора, затем музыкального редактора, затем программного директора.
За время вещания «Открытого радио» в рок-формате в эфире появилось множество музыкальных программ, получивших известность: Big Ben Rock с Сергеем Озоном, «Дым под водой» с Кириллом Немоляевым и Александром Семашко, Back to the Universe с Мартином Ландерсом, «Блюзология» с Алексеем Калачевым и др. Сериков осуществляет полный ребрендинг и переформатирование радиостанции, ориентируя её по зарубежной классификации на формат AC oriented Rock, что выводит «Открытое радио» на показатели прибыльности менее чем за два года. В 2003 году владельцы частоты «Открытого радио» решают взять ориентир на российскую популярную музыку, из чего возникает проект «Первое популярное радио (Попса)» («Газпром-Медиа»), руководство которой также поручают Серикову. По показателям уже второго года вещания «Попса» вошла в число 15 самых популярных радиостанций Москвы. Принимал участие в создании радиостанции Next FM, впоследствии «Радио Next».

### «Радио Энергия» и радио Romantika
В 2006 году был приглашён на должность генерального продюсера радиостанции «Энергия» (вещательная корпорация «Проф-Медиа»). Затем вывел на российский рынок первый международный радиобренд NRJ (Франция). Через несколько лет радио «Энергия» стало одним из самых популярных среди молодежной аудитории и вошло в «топ-10» радиостанций России. Данный опыт международного сотрудничества в сфере радиовещания в дальнейшем стал предметом изучения в РАНХиГС.
В 2010 году в качестве главного редактора вывел на рынок новую радиостанцию Romantika («Проф-Медиа»), занявшую одну из лидирующих позиций среди женской аудитории Москвы.
В 2014 году, после слияния холдингов «Проф-Медиа» и «Газпром-Медиа», Денис Сериков становится генеральным продюсером ещё двух радиостанций — Comedy Radio и Relax FM. В объединённой компании «Газпром-медиа Радио» («ГПМ Радио») получает пост генерального продюсера.
В 2020 году в эфире радио «Энергия» начал звучать трек Roses казахстанского диджея Иманбека Зейкенова (Imanbek), который редакторы радиостанции самостоятельно отобрали для эфира из релизов в Интернете. В дальнейшем трек завоевал мировую популярность и получил премию Grammy.

### Like FM
Радиостанция Like FM создана Денисом Сериковым в 2015 году. Радиостанция впервые в мировой практике положила в основу музыкального вещания голосования слушателей, выбирающих песни для ротации. Кроме того, по словам Серикова, «новшество Like FM еще в том, что эта радиостанция стала первой ставить в эфир песни не целиком. Это отражение существующей реальности: все мы проматываем ленты социальных сетей очень быстро, нет времени долго рассматривать, прослушивать песню». Все песни звучат в эфире около двух минут, что позволяет уместить в обычный час почти два эфирных часа.
Через год после запуска радиостанция вошла в «топ-10» рейтинга среди молодежной аудитории и в «топ-25» среди аудитории Москвы.
Совместно с Apple Music радиостанция создала «тренд-чарт» — «хит-парад песен, которые обещают стать хитами». Apple Music помогает понять, какие песни вызывают наибольший интерес аудитории, Like FM приглашает исполнителей, в итоге люди слушают «подборку будущих хитов, о которых ещё никто не знает». Также под руководством Серикова радиостанция проводит LikeParty — «интерактивные концерты», на репертуар которых могут влиять зрители в зале с помощью мобильного приложения.

### Авторские радиошоу
Денис Сериков — автор и продюсер множества шоу-проектов на радио: «Шоу с черным перцем», «Детектор правды» (ток-шоу с участием детектора лжи), NRJ Vision, NRJ in the Mountain, LikeParty, Black2White, «Револьвер», «Правила съёма», «Мачо за час», «Работа в большом городе», «Битва блондинок» и др. Многие из проектов созданы в изобретённом Сериковым формате, которое он называет «радио-реалити-шоу». В проектах активно используется распространяемый через интернет видеоконтент. В 2020 году Сериков внедрил на Like FM на несколько месяцев в качестве радиоведущей голосовой помощник «Алиса».

### Русская медиагруппа
В сентябре 2024 года перешёл на работу в компанию «Русская медиагруппа» на должность заместителя генерального директора по контентной политике и продвижению. Компания сообщила, что он «возглавит направление стратегического развития и контентной политики медиаактивов холдинга: „Русского радио“, Maximum, DFM, „Монте-Карло“, „Хит FM“ и телеканала RU.TV. Он также будет отвечать за продвижение и позиционирование этих брендов».

## Признание
Действующий академик Российской академии радио (РАР). По результатам 2012 года был включён в «рейтинг лучших молодых медиаменеджеров России» по версии PwC и Odgers Berndtson. В 2016 году был награждён национальной премией в области медиабизнеса «Медиаменеджер России — 2016». Среди более 100 претендентов Денис Сериков был отмечен за запуск радиостанции Like FM. Сама радиостанция Like FM — неоднократный лауреат ежегодной национальной премии в области радиовещания «Радиомания»: в 2016 году радиостанция получила специальный приз жюри «за инновационный подход к программированию музыкальной радиостанции», в 2017 году премию получил фестиваль LikeParty в номинации «продвижение радиостанции, лучший неэфирный проект». Эту премию получали и другие программы Серикова. В 2020 году за проект интеграции голосового ассистента «Яндекс.Алиса» в качестве ведущего радиостанции Like FM Денис Сериков получил ещё одну премию «Радиомания».